# Herman Schaalman
Herman Ezra Schaalman (geboren 28. April 1916 in München; gestorben 31. Januar 2017 in Chicago) war ein US-amerikanischer Rabbiner deutscher Herkunft.

## Leben
Hermann Schaalmann war ein Sohn des Mathematiklehrers Adolf Schaalmann (1890–1955) und der Regina Wanschel (1893–), er hatte zwei jüngere Brüder. Er machte 1935 das Abitur in München, ihm wurde aber als Juden das Studium an der Berliner Universität verweigert, und er begann ein Studium an der Hochschule für die Wissenschaft des Judentums (LWJ/HWJ) in Berlin. Er ging 1935 mit einem Stipendium in die USA, das ihm Leo Baeck verschafft hatte, seiner Familie gelang 1939 die Emigration nach Brasilien. Schaalman studierte am Hebrew Union College in Cincinnati (HUC) und machte 1941 das Rabbiner-Examen und parallel dazu 1938 einen Master-Abschluss an der University of Cincinnati.
Schaalman war bis 1949 Schullehrer und Rabbiner in Cedar Rapids (Iowa) und daneben Studentenrabbiner an der University of Iowa. Er ging dann nach Chicago als Direktor der Chicago Federation of the Union of American Hebrew Congregations und gründete 1952 ein Sommer-Camp für jüdische Kinder und Familien in Oconomowoc, Wisconsin. Er lehrte als Professor für Jüdische Studien am Chicago Theological Seminary.
Schaalman gehörte dem Reformjudentum an und leitete ab 1956 für mehr als 30 Jahre die Emanuel Congregation in Chicago, er blieb als Emeritus mit der Synagoge verbunden. Er leitete 1981/83 die Central Conference of American Rabbis. Er setzte sich für den religionsübergreifenden Dialog ein.
Er wurde vielfach ausgezeichnet.
Schaalman heiratete 1941 Lotte Stern, die 1936 aus Deutschland emigriert war, sie wurde 102 Jahre alt und starb wenige Wochen vor Hermann Schaalman. Sie hatten zwei Kinder.

## Schriften (Auswahl)
- Hineni: Here I Am. Ktav, 2007, ISBN 978-0-88125-954-4